# Fitoterapia chinesa
A fitoterapia chinesa (中药) é uma das modalidades de tratamento adotadas pela medicina tradicional chinesa. Apesar do termo chinês ser traduzido em geral como fitoterapia ou medicina herbal, esta forma de tratamento também se utiliza de ingredientes de origem animal ou mineral na elaboração de suas fórmulas. Observe-se que "fitoterápico" é o medicamento obtido empregando-se exclusivamente matérias-primas ativas vegetais,   entretanto, popularmente denomina-se por extensão, como fitoterapia, toda a farmacopeia chinesa. Sabe-se também que, a rigor farmacopeia é o registro oficial ou livro  em que se reúnem fórmulas e preceitos relativos à preparação de medicamentos e à sua identificação, e se arrolam os medicamentos aprovados pelo Estado .

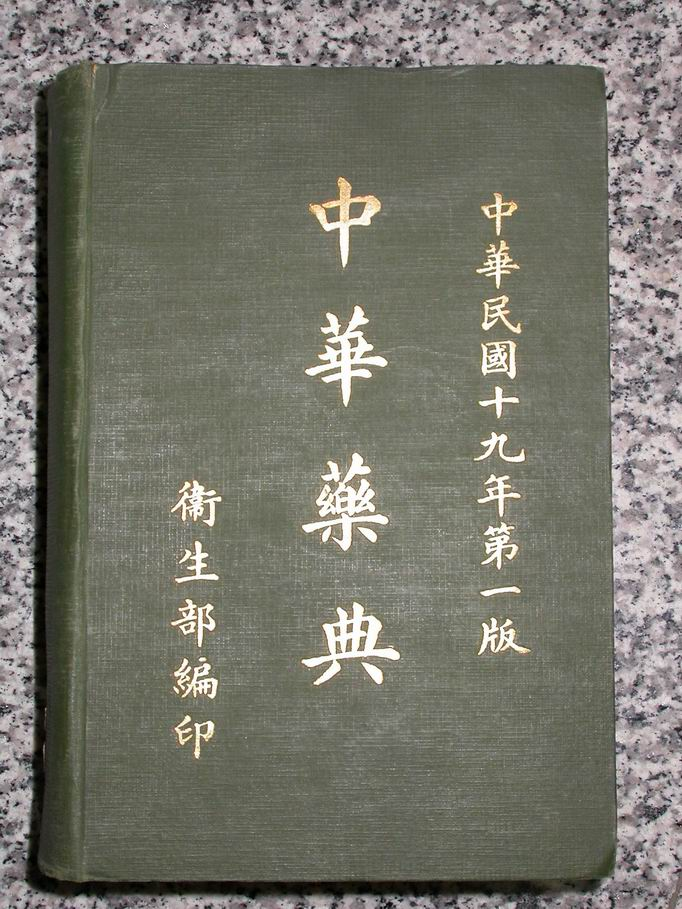
Capa da 1ª edição da Farmacopeia Chinesa (中国药典) publicada em 1930

Os diversos ingredientes que compõem cada receita, indicada por um terapeuta de medicina tradicional chinesa que emprega este recurso, são combinados em proporções que maximizam os efeitos desejados e inibem possíveis efeitos colaterais. O conhecimento destas combinações e proporções é fruto de milhares de anos de uso tradicional nas diversas regiões da China, experimentação empírica e recentes  pesquisas para atualização e registro em sua farmacopeia oficial, que foram estabelecidas em uma base científica e legal nos moldes das ocidentais desde 1929.
Diversas plantas ou seus componentes já possuem aplicação na medicina ocidental, recentemente a investigação da planta Qing Hao (青蒿)Artemisia annua, por exemplo,  utilizada na medicina tradicional chinesa para febres resultou na atribuição do Prêmio Nobel de Medicina (2015) a Youyou Tu por sua pesquisa sobre efeito de um de seus componentes, a Artemisinina.  
Atualmente além das farmácias de medicina tradicional chinesa que pesam e combinam na hora os ingredientes de cada fórmula, existem medicamentos produzidos na própria China que combinam as receitas para os problemas mais comuns e as oferecem como pílulas. [carece de fontes?]

## Classificação das ervas chinesas

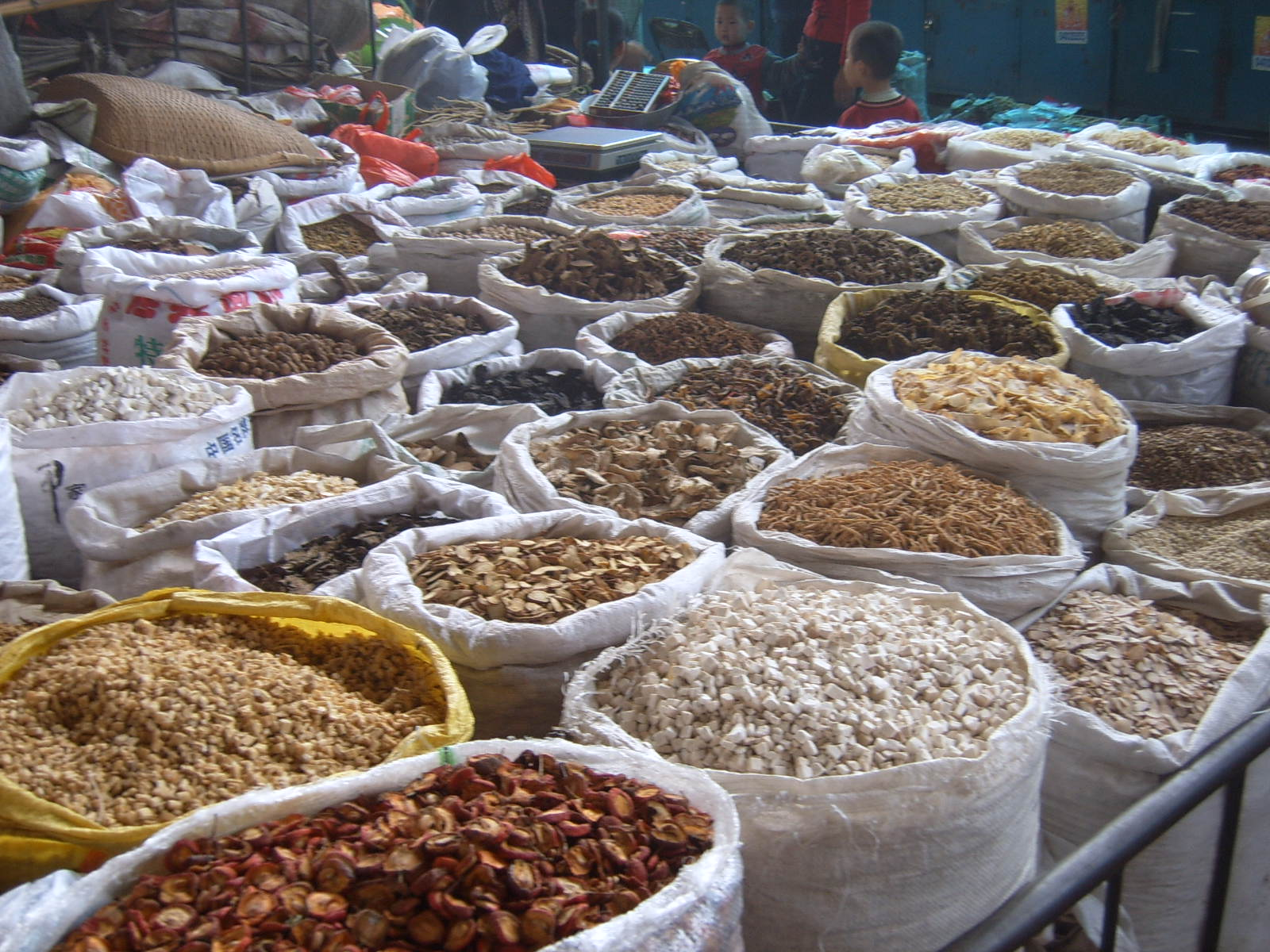
Ervas secas e partes de plantas usadas na fitoterapia chinesa no mercado de Xian

A medicina tradicional chinesa utiliza diversos métodos para classificar as ervas chinesas que emprega em seus medicamentos: 
- As 4 Naturezas (四气 ou 四性)
- Os 5 Sabores (五味)
- Os Meridianos (归经)
- Os pricípios complementares Yin/Yang

O antigo chinês (da Dinastia Han à Dinastia Tang) Ben Cao (Materia Medicae) iniciou por uma categorização de três níveis: 
- Nível inferior -- ação drástica, inclui substâncias que podem ser tóxicas conforme a dosagem.
- Nível médio -- efeitos medicinais sobre o corpo.
- Nível superior -- aprimora a saúde e o espírito.

## As 50 ervas chinesas fundamentais
Na herbologia chinesa há 50 ervas fundamentais:  
1. Agastache rugosa - huòxiāng (藿香)
2. Alangium chinense - bā jiǎo fēng (八角枫)
3. Anemone or Pulsatilla chinensis - bái tóu weng (白头翁)
4. Anisodus tanguticus - shān lang dàng (山莨菪)
5. Ardisia japonica - zǐjīn niú (紫金牛)
6. Aster tataricus - zǐwǎn (紫菀)
7. Astragalus membranaceus - huángqí (黄芪) or běiqí (北芪)
8. Camellia sinensis - chá shù (茶树) or chá yè (茶叶)
9. Cannabis sativa - dà má (大麻)
10. Carthamus tinctorius - hóng huā (红花)
11. Cinnamomum cassia - ròu gùi (肉桂)
12. Cissampelos pareira - xí shēng téng (锡生藤) or (亞乎奴)
13. Coptis chinensis - duǎn è huánglián (短萼黄连)
14. Corydalis ambigua - yán hú suǒ (延胡索)
15. Croton tiglium - bā dòu (巴豆)
16. Daphne genkwa - yuánhuā (芫花)
17. Datura metel - yáng jīn huā (洋金花)
18. Datura tatula - zǐ huā màn tuó luó (紫花曼陀萝)
19. Dendrobium nobile - shí hú (石斛) or shí hú lán (石斛兰)
20. Dichroa febrifuga - chángshān (常山)
21. Ephedra (genus) Ephedra sinica - cǎo má huáng (草麻黄)
22. Eucommia ulmoides - dùzhòng (杜仲)
23. Euphorbia pekinensis - dàjǐ (大戟)
24. Flueggea suffruticosa (formerly Securinega suffruticosa) - yī yè qiū (一叶秋)
25. Forsythia suspensa - liánqiào (连翘)
26. Gentiana loureiroi - dì dīng (地丁)
27. Gleditsia sinensis - zào jiá (皂荚)
28. Glycyrrhiza uralensis - gāncǎo (甘草) (Glycyrrhiza glabra)
29. Hydnocarpus anthelmintica (syn. H. anthelminthicus) - dà fēng zǐ (大风子)
30. Ilex purpurea - dōngqīng (冬青)
31. Leonurus japonicus - yìmǔcǎo (益母草)
32. Ligusticum wallichii - chuānxiōng (川芎)
33. Lobelia chinensis - bàn biān lián (半边莲)
34. Phellodendron amurense - huáng bǎi (黄柏)
35. Platycladus orientalis (formerly Thuja orientalis) - cèbǎi (侧柏)
36. Pseudolarix amabilis - jīn qián sōng (金钱松)
37. Psilopeganum sinense - shān má huáng (山麻黄)
38. Pueraria lobata - gé gēn (葛根)
39. Rauwolfia serpentina - (從蛇根木) or (印度蛇木)
40. Rehmannia glutinosa - dìhuáng (地黄) or gān dìhuáng (干地黄)
41. Rheum officinale - yào yòng dà huáng (药用大黄)
42. Rhododendron tsinghaiense - Qīnghǎi dùjuān (青海杜鹃)
43. Saussurea costus - yún mù xiāng (云木香)
44. Schisandra chinensis - wǔ wèi zi (五味子)
45. Scutellaria baicalensis - huángqín (黄芩)
46. Stemona tuberosa - bǎi bù (百部)
47. Stephania tetrandra - fáng jǐ (防己)
48. Styphnolobium japonicum (formerly Sophora japonica) - huái (槐), huái shù (槐树), or huái huā (槐花)
49. Trichosanthes kirilowii - guālóu (栝楼)
50. Wikstroemia indica - liǎo gē wáng (了哥王)

## Ver também

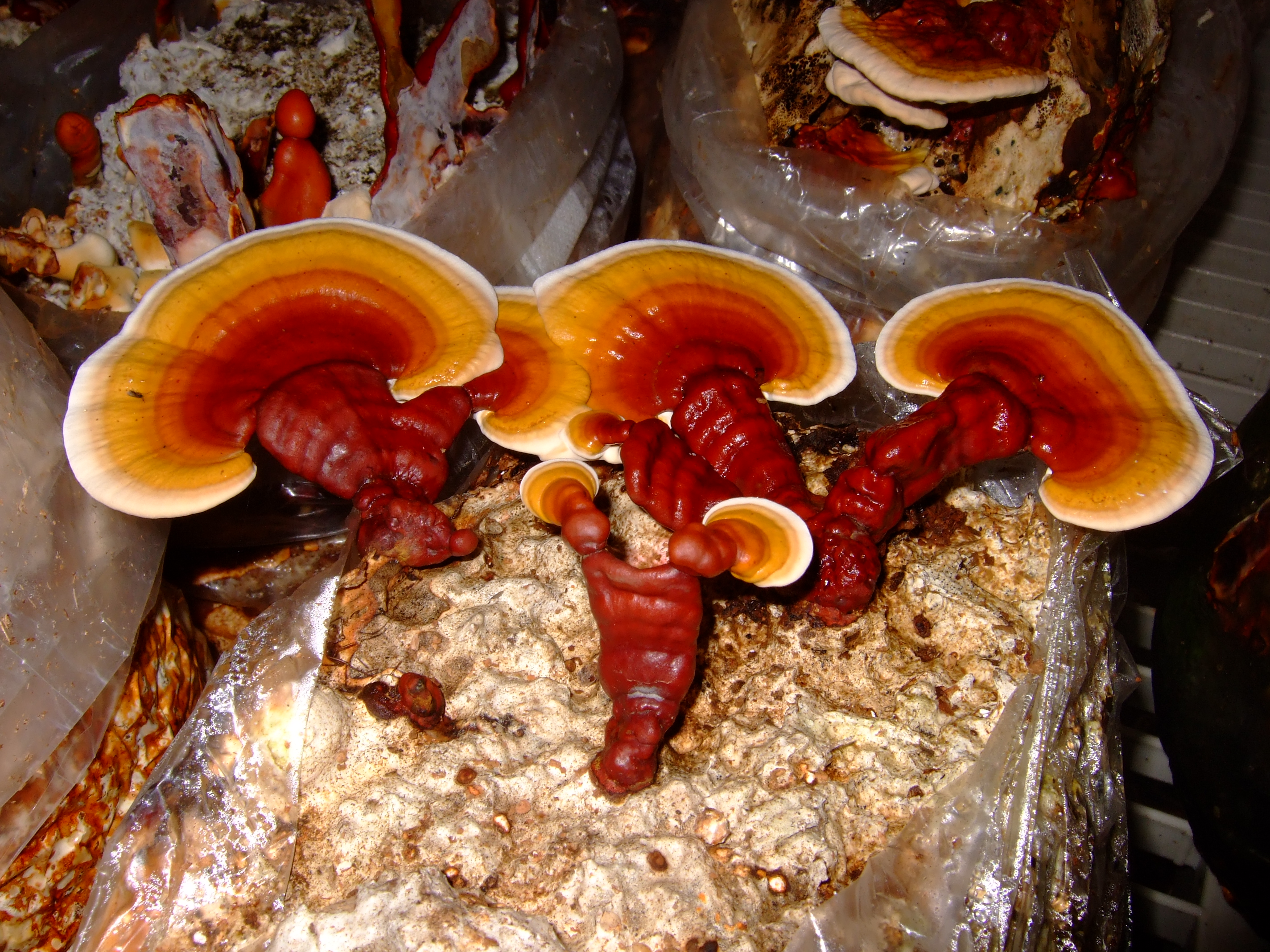
Ganoderma lucidum, em chinês Língzhī (靈芝) cogumelo de uso tradicional que tem sido pesquisado por suas propriedades terapêuticas, especialmente antitumorais

## Páginas externas
- (em inglês) Toxicity or Side Effects of Some Herbs
- (em inglês) Chinese Medicine Specimen Database
- (em inglês) Fitoterapia chinesa:princípios e indicações, em inglês
- (em inglês) Li Che-Tchen (1518-1583) and the height of Chinese pharmacology.
- (em inglês) Chinese Herb List